# Walery Gadomski

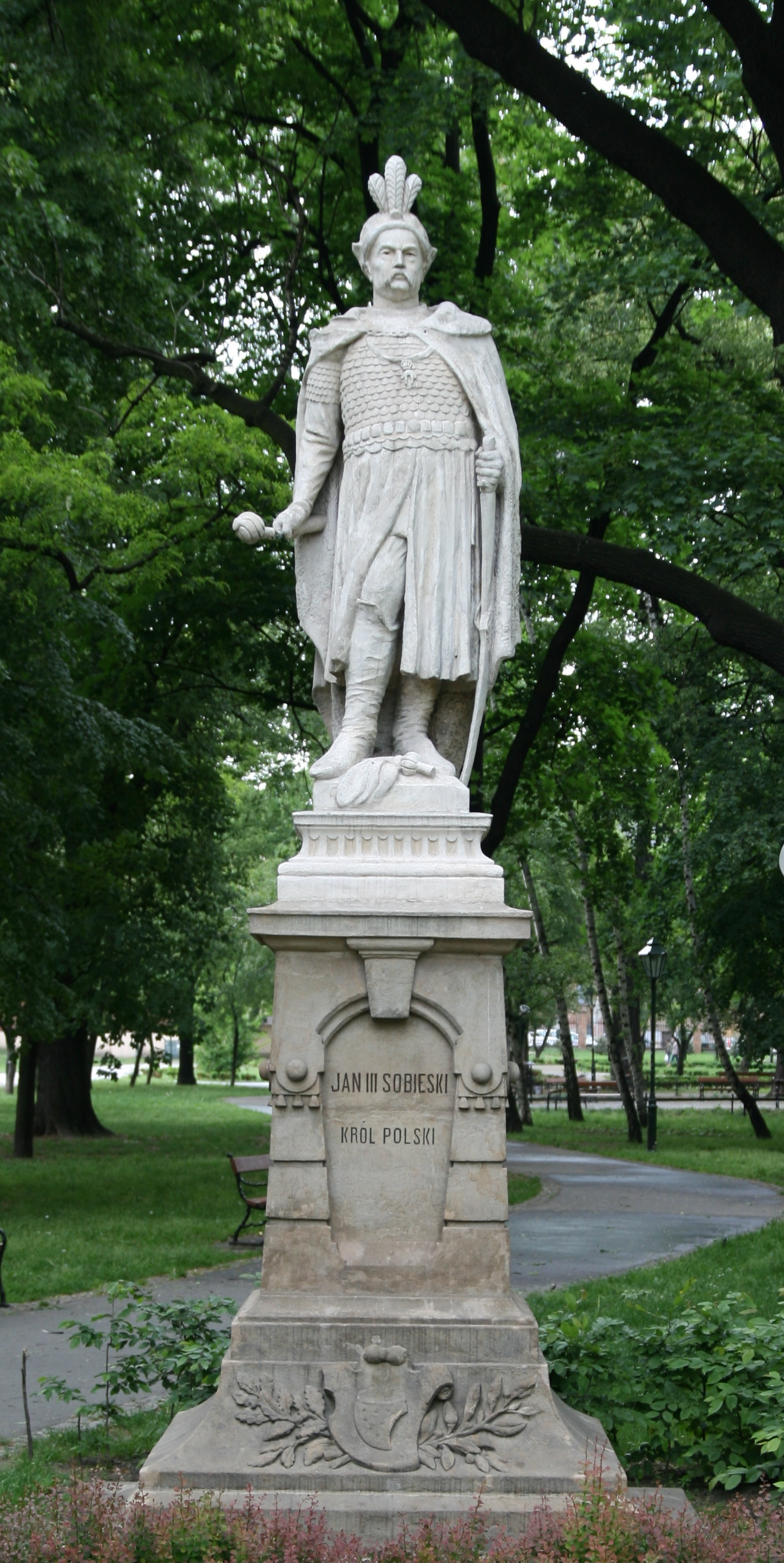
Pomnik Jana III Sobieskiego w Ogrodzie Strzeleckim w Krakowie

Walery Gadomski (ur. w 1833 w Krakowie, zm. 16 marca 1911 w Krakowie) – polski rzeźbiarz.

## Życiorys
Od 1850 r. kształcił się w Szkole Sztuk Pięknych w Krakowie, studiując malarstwo u Wojciecha Stattlera oraz rzeźbę u Henryka Kossowskiego. W latach 1856–1858 studiował w akademii w Wiedniu pod kierunkiem Franza Bauera. Uczestniczył w powstaniu styczniowym, w tym w bitwie pod Kobylanką. Od 1876 był zatrudniony jako wykładowca w krakowskiej ASP (wówczas jeszcze Szkole Sztuk Pięknych), od 1877 jej profesor. Profesorem uczelni był do utraty wzroku w 1889. Od początku lat 90. z powodu utraty wzroku zaprzestał działalności artystycznej, rozpoczęte prace kończył Michał Korpal, który przejął również pracownię rzeźby Walerego Gadomskiego. 
Pochowany został na cmentarzu Rakowickim w Krakowie, w kwaterze Ra, w grobowcu weteranów powstań 1830/1831 r., 1846/1848 r. i 1863/1864 r..
Miał syna Tadeusza, który został malarzem.
Uczestniczył w odnowie Sukiennic, wykonywał prace rzeźbiarskie przy ryzalicie od strony ul. Siennej. Rzeźbił w gipsie, terakocie i marmurze kararyjskim wykonując posągi, popiersia, medaliony.

## Ważniejsze dzieła
- pomnik Kazimierza III Wielkiego w Bochni (1871)
- pomnik Mikołaja Kopernika w budynku PAN w Krakowie (1872)
- pomnik Artura Grottgera w kościele Dominikanów we Lwowie 1876-1880,
- pomnik Jana III Sobieskiego w Ogrodzie Strzeleckim w Krakowie (1883)
- Pomnik Jana III Sobieskiego w Przemyślu (1884)
- „Herodiada” w Muzeum Narodowym w Krakowie (1883)
- pomnik Kazimierza Brodzińskiego w Tarnowie (1884)
- pomnik Mikołaja Zyblikiewicza na placu Wszystkich Świętych w Krakowie (1887)
- pomnik papieża Piusa IX w kościele św. Piotra i Pawła w Krakowie (po 1880)
- pomnik Zygmunta Augusta w Ogrodzie Strzeleckim w Krakowie.

Tworzył kompozycje figuralne: „Chrystus zdjęty z krzyża”, „Przebudzenie” oraz rzeźby portretowe: Jana Matejki, Lucjana Siemieńskiego.
Dzieła artysty utrzymane są w duchu akademickiego eklektyzmu.